# 小行星8916
小行星8916（英語：8916）是一颗围绕太阳公转的小行星。1996年2月1日，北京天文台施密特CCD小行星计划在兴隆发现了此天体。
这颗小行星的绝对星等为328.45133等。